# Wellington (Kansas)
Wellington is een plaats (city) in de Amerikaanse staat Kansas, en valt bestuurlijk gezien onder Sumner County.

## Demografie
Bij de volkstelling in 2000 werd het aantal inwoners vastgesteld op 8647.
In 2006 is het aantal inwoners door het United States Census Bureau geschat op 7991, een daling van 656 (-7.6%).

## Geografie
Volgens het United States Census Bureau beslaat de plaats een oppervlakte van
14,9 km², waarvan 14,6 km² land en 0,3 km² water. Wellington ligt op ongeveer 385 m boven zeeniveau.

## Plaatsen in de nabije omgeving
De onderstaande figuur toont nabijgelegen plaatsen in een straal van 28 km rond Wellington.